# Burton (Nebraska)
Burton is een plaats (village) in de Amerikaanse staat Nebraska, en valt bestuurlijk gezien onder Keya Paha County.

## Demografie
Bij de volkstelling in 2000 werd het aantal inwoners vastgesteld op 11.
In 2006 is het aantal inwoners door het United States Census Bureau geschat op 10, een daling van 1 (-9,1%).

## Geografie
Volgens het United States Census Bureau beslaat de plaats een oppervlakte van
0,3 km², geheel bestaande uit land. Burton ligt op ongeveer 653 m boven zeeniveau.

## Plaatsen in de nabije omgeving
De onderstaande figuur toont nabijgelegen plaatsen in een straal van 40 km rond Burton.